# Valentina Khetagourova
Valentina Semionovna Khetagourova (en russe : Валентина Семёновна Хетагурова, nom de jeune fille : Zaroubina, 1914-1992) est une militante du mouvement Khetagourova, députée au Soviet suprême de l'Union soviétique pour le kraï de l'Extrême-Orient russe.

## Biographie
Valentina Khetagourova naît à Saint-Pétersbourg, en 1914, dans une famille ouvrière. En 1932, à l'âge de 17 ans, la jeune komsomolka est recrutée sur le chantier de De-Castri (en) dans un raïon du district fédéral extrême-oriental en qualité de dessinatrice. Sur le chantier, elle devient présidente de la cellule du Komsomol et s'engage dans la lutte contre l'analphabétisme et pour l'organisation du jour hebdomadaire de congé. Elle épouse le commandant de l'Armée rouge Gueorgui Khetagourov (ru). Avec les femmes de l'unité, elle aide le commandement de la zone fortifiée à améliorer la vie quotidienne et l'alimentation des militaires, à organiser des activités de loisirs.
En 1936, Valentina est nommée à l'ordre du Drapeau rouge du Travail, et le commissaire du peuple à la défense de l'URSS, Vorochilov, lui remet à cette occasion une montre en or
En 1937 Valentina est élue députée au Soviet suprême de l'Union soviétique.
Sa renommée lui est venue du mouvement Khetagourova en février 1937, quand dans le journal Komsomolskaïa Pravda est publiée sa lettre appelant les jeunes femmes à venir travailler en Extrême-Orient russe à une époque où elles étaient très peu nombreuses dans ces régions. 
Parmi les premiers participants à la construction de la ville de Komsomolsk-sur-l'Amour, on comptait 6 000 hommes pour 30 femmes et durant les premières années d'existence de la même ville, pour une femme on comptait 300 hommes.  
Des milliers de jeunes femmes ont répondu à cet appel de toute l'URSS. Ainsi, rien que pour la période du 23 au 27 mars 1937, un total de 1 770 lettres lui sont parvenues en réponse à l'appel. Le mouvement qui a surgi à son appel est appelé Khetagourovski et les participantes khetagourovki. Le 8 avril 1937 part de Moscou vers Khabarovsk le premier convoi de khetagourovki. Au total, durant l'automne 1937, à l'appel de Valentina Khetagourova, 11 500 komsomoltsy sont arrivés en Extrême-Orient. En novembre de la même année, le bureau du kraï d'Extrême-Orient du Parti communiste de l'Union soviétique a rendu une décision spéciale « Sur le mouvement khetagourovski des jeunes femmes de notre kraï ». Il leur a communiqué :

« L'appel de la komsomolka Valentina Khetagourova a provoqué dans tout le pays un mouvement de dizaines de milliers de jeunes femmes et de jeunes aimant leur patrie qui lui ont répondu et souhaitent ardemment travailler en Extrême-Orient dans les domaines du développement et de la mise en valeur des abondantes richesses naturelles, mais aussi  dans le domaine du renforcement des capacités de défense dans l'avant-poste du pays en matière de socialisme sur la côte orientale.
Plus de 60 000 patriotes de Russie ont envoyé une demande en vue de s'installer pour travailler en Extrême-Orient. Plus de 10 000 jeunes filles et jeunes gens du Komsomol, travaillent déjà activement dans les zones les plus importantes de la région… »

Valentina Khetagourova meurt en 1992. Elle est inhumée à Moscou au cimetière de Novodevitchi. Une rue de la ville de Komsomolsk-sur-l'Amour porte son nom.

## En littérature
- L'essai de Evgueni Petrov Jeunes patriotes (1937) est consacré à Valentina Khetagourova et au mouvement qu'elle a organisé.
- La chanson d'Isaac Dounaïevski Au revoir, jeunes filles ! est dédiée au mouvement Khetagourova.
- Anatoli Rybakov dans Les Enfants de l'Arbat (1982) dont l'action se déroule dans les années 1930 place son héroïne dans une situation où, pour éviter de se faire arrêter, elle monte dans un train au hasard, sans billet, et puis se justifie en s'appelant khetagourovka certaine de ne pas être ainsi éjectée [3].
- Le mouvement Khetagourova apparaît dans le poème Les Volontaires d'Evgueni Dolmatovski:

« Ah on dit qu'il part? — On a entendu,

en Extrême-Orient, vers ce lointain inquiétant.
Les filles y partent comme volontaires,

Le mouvement s'appelle «khetagourovski».

Contrée vierge de travail et de difficultés,

Cruelle brûlure des vents et des gelées.
Quel appel chaleureux de Khetagourova Valentina

qui a partout été entendu dans notre Komsomol. »

## Au cinéma et en musique
Le mouvement Khetagourova se retrouve décrit dans le film soviétique La Fille avec du caractère (1939). Sur les vers d'Eugénie Dolmatovski En Extrême-Orient, les frères Pokrass (en) ont écrit la musique d'une chanson du film.